# 中国常驻联合国教科文组织代表团
中华人民共和国常驻联合国教科文组织代表团，简称中国常驻联合国教科文组织代表团，是中华人民共和国政府位于法国巴黎、常驻联合国教科文组织的外交代表机构，隶属于中华人民共和国教育部。

## 历史沿革
1971年10月25日，中华人民共和国政府恢复在联合国的席位。29日，联合国教科文组织投票通过决议，以中华人民共和国政府为中国在联合国教科文组织的唯一合法代表，成为第一个接纳中华人民共和国的联合国下属组织。1974年3月，中华人民共和国成立常驻联合国教科文组织代表团。